# Silene gallica
Silene gallica és una espècie de planta cariofil·làcia. És planta nativa d'Euràsia i Nord d'Àfrica però s'ha estès a altres llocs del món com planta ruderal. És una planta nual que pot fer fins a 45 cm d'alt, Cada flor té un calze tubular de pètals fusionats amb 10 venes verdes o de color porpra-roig.